# 1932年ロサンゼルスオリンピックのデンマーク選手団
1932年ロサンゼルスオリンピックのデンマーク選手団（1932ねんロサンゼルスオリンピックのせんしゅだん）デンマークは、1932年7月30日から8月14日にかけてアメリカ合衆国のロサンゼルスで開催された1932年ロサンゼルスオリンピックのデンマーク選手団、およびその競技結果。

## 概要
今大会は銀メダル3個、銅メダル3個の合計6個のメダルを獲得した。

## メダル
| メダル | 選手名                                                   | 競技   | 種目                   |
| ------ | -------------------------------------------------------- | ------ | ---------------------- |
| 銀     | フローデ・セレンセン レオ・ニールセン ヘンリー・ハンセン | 自転車 | 男子団体ロードレース   |
| 銅     | ウィリー・ゲルウィン アラルド・クリステンセン            | 自転車 | 男子タンデムスプリント |
| 銅     | エルス・ヤコブセン                                       | 競泳   | 女子200m平泳ぎ         |